# 婆罗浮屠酒店
婆罗浮屠酒店（英語：Hotel Borobudur）是一座位于印度尼西亚（印尼）雅加达的五星级酒店暨服務式住宅，于1960年代由时任总统苏加诺提議修建，是印尼第二座国际級酒店（第一个是印度尼西亚大酒店），位于沙哇勿剎雄牛广场附近，原址是荷蘭殖民時期的軍事重地。酒店于1974年开业，是当时雅加达最大的酒店。

## 概况
婆罗浮屠酒店所在的地段佔地約7公顷，周邊設有一个佔地2.3英亩的热带花园，以及婆羅浮屠佛像和浮雕的仿製品。酒店本身設有868间客房、1个会议中心、7间餐厅、8个网球场、1个儿童游乐场和1个游泳池，距离PRJ展览中心和印尼国家博物馆不足3公里。婆罗浮屠酒店得到的奖项包括2014年全球豪华绿色酒店大奖、2014－2015年领先城市酒店奖。

## 历史
婆罗浮屠酒店的原址本來是巴達維亞（今雅加達）的軍事中心——韋爾特夫雷登一個軍人宿舍建築群。後來印尼原总统苏加诺于1960年代提議在印度尼西亚建造第二座国际级酒店，並下令徵用軍人宿舍建築群北側大部分用地，建造新酒店。苏加诺沒有徵用軍人宿舍建築群的南側；時至2015年，这片土地是印尼海軍陸戰隊隊員的宿舍，原来的乱象仍然存在。在酒店设计之初，由于其毗邻雄牛广场，所以这座酒店被称为雄牛广场酒店。
婆罗浮屠酒店在1963年動工，由雅加達首都特區省長苏马诺（英語：Soemarno）主禮。按照原定計劃，這座酒店樓高六層，設有220間套房，將用以招待來訪國家宮的貴賓。1965年發生的九三〇事件令酒店的建設工程陷於停滯，直至1974年酒店才终于竣工。1974年3月23日，总统苏哈托宣布，“雅加达最大的酒店”——婆罗浮屠酒店正式对外开放。在酒店竣工的时候，酒店的设计被增加至12层、695个套房并包含110个酒店式公寓。亚太旅行协会曾在婆罗浮屠酒店舉行會議 。